# Aggai
Aggai (I secolo – Edessa, 81) è stato un vescovo siro, venerato come santo dalla Chiesa assira d'Oriente.

## Biografia
Aggai fu un leggendario Primate della Chiesa d'Oriente, discepolo di Mar Addai (ovvero Taddeo di Edessa), padre spirituale di Palut (ovvero San Mari), e vescovo dal 66 all'81. La sua esistenza è discussa, e viene possibilmente considerato uno dei fittizi primi capi della Chiesa le cui vite furono inventate nel VI secolo per dare alla Chiesa una rispettabile origine apostolica. Come molti altri Primati fittizi viene incluso nell'elenco tradizionale dei Patriarchi della Chiesa in questione, che lo venera come santo. 
Secondo la leggenda Aggai fu uno dei settanta discepoli e gli venne assegnata una zona per lo svolgimento delle sue missioni in Oriente che arrivava fino ai confini con l'India.  
Taddeo di Edessa, l'apostolo tradizionale della Mesopotamia, lo proclamò suo successore poco prima della morte. Come Taddeo, Aggai predicò in varie regioni dell'Oriente.
Qualche breve resoconto della sua vita ci è fornito dalla Cronaca ecclesiastica dello scrittore giacobita Barebreo (floruit 1280); e dalle storie ecclesiastiche degli scrittori nestoriani Mari (XII secolo), 'Amr (XIV secolo) e Sliba (XIV secolo). Questi resoconti differiscono un poco, ma queste piccole differenze sono importanti per gli studiosi che indagano l'evoluzione della leggenda.
Barebreo ci dà il seguente resoconto:
Secondo un'altra tradizione Aggai fu ucciso in chiesa da uno dei figli di Re Abgar V di Edessa. Poco prima di morire avrebbe nominato San Mari come successore.